# Jane Austen’s Northanger Abbey
Jane Austen’s Northanger Abbey ist ein britischer Fernsehfilm von Regisseur Jon Jones aus dem Jahr 2007. Die Handlung basiert auf dem Roman Die Abtei von Northanger von Jane Austen aus dem Jahr 1817 und ist erst die zweite Verfilmung des Stoffes. Die Hauptrollen spielen Felicity Jones und JJ Feild. Der Film wurde am 25. März 2007 auf dem britischen Fernsehsender ITV erstausgestrahlt.

## Handlung
Die Pfarrerstochter Catherine Morland wächst wohlbehütet und sorgenfrei in einer einfachen Großfamilie auf. Ihre Leidenschaft sind Schauerromane, in die sie sich so sehr hineinvertieft, dass sie oft Realität und Fiktion verwechselt. Als sie 17 Jahre alt ist, nimmt das vermögende, kinderlose Ehepaar Allen sie nach Bath mit. Dort lernt Catherine auf einem Ball Henry Tilney kennen, einen jungen Geistlichen, der sich fortan um sie bemüht. Doch auf dem Ball erweckt ein anderer Mann ihre Aufmerksamkeit. Später lernt sie ihn und seine Schwester kennen, Isabella und John Thorpe. Isabella freundet sich mit Catherine an, und dann stellt sich heraus, dass Catherines älterer Bruder James Morland ein Auge auf Isabella geworfen hat. Der attraktive John Thorpe wiederum beginnt, Catherine zu umwerben.
Auf einem weiteren Ball trifft Catherine auch Henry Tilney wieder und lernt seine Schwester Eleanor und seinen Vater, General Tilney, kennen. Eleanor lädt für den folgenden Tag zu einem Spaziergang zu dritt ein. Catherine sagt mit Freuden zu, verpasst die Tilneys aber, weil sie sich von den Thorpes und ihrem Bruder James zu einer Kutschfahrt überreden lässt. Besonders John Thorpe sorgt mit Lügenmärchen dafür, dass Catherine mitfährt, und hält die Kutsche auch nicht an, als sie die überraschten Tilneys passieren. Catherine muss sich bei der nächsten Begegnung daher aufrichtig bei den düpierten Tilneys entschuldigen und wird mit einer neuerlichen Einladung bedacht.
Während sowohl John als auch Henry sich weiter um Catherine bemühen, tritt auch für Isabella mit Frederick Tilney, einem Bruder der Tilney-Geschwister, ein weiterer Verehrer neben James auf. Nur für Henrys Schwester Eleanor scheint sich nicht alles zum Besten zu entwickeln. Ihr mittelloser Verehrer, ein Freund Henrys, erhält nicht die Fürsprache ihres Vaters und sucht sein Glück daher in der Fremde. Bald wird klar, dass John sich vergeblich Hoffnung auf Catherine macht: Ihr Herz gehört Henry. Isabella Thorpe hingegen fühlt sich trotz ihrer Verlobung mit Catherines Bruder James Morland weiterhin zu Frederick Tilney hingezogen, was Catherine mit Sorge betrachtet. Zwischenzeitlich lädt General Tilney sie auf den Landsitz der Familie, Northanger Abbey, ein. Das Anwesen lässt bei Catherine die Fantasie mit ihr durchgehen, zumal Henry auf der Hinreise Andeutungen auf ein Geheimnis des Gebäudes macht. Zudem erfährt Catherine, dass die Mutter der Geschwister, Mrs. Tilney, vor einiger Zeit unter mysteriösen Umständen zu Tode kam. 
Catherine gibt ihren Fantasien nach und spioniert bei nächster Gelegenheit in den Gemächern der Toten herum, wobei sie von Henry ertappt wird. Als sie ihre Vermutung äußert, der General selbst sei schuld am Tod seiner Frau, wird Henry wütend. Derweil ist die Verlobung zwischen James und Isabella wegen deren Vorliebe für Frederick geplatzt. Isabella bangt um ihren Ruf und bittet Catherine, bei James ein gutes Wort für sie einzulegen, damit er sie doch noch heiratet. Catherine ist über die Maßen empört über Isabellas schamloses Verhalten. Kurz darauf wird Catherine jedoch vom General des Hauses verwiesen, vermutlich wegen des Verdachts, den sie Henry gegenüber geäußert hat.
Zu Hause erkennt Catherine ihre Naivität und verbrennt ihre Schauerromane. Dann erscheint Henry und entschuldigt sich bei ihr. Er erklärt, dass sie im Grunde recht hatte, da sein Vater indirekt am Tod der Mutter schuld war. Seine Mutter hatte geglaubt, der General liebe sie, doch war er nur hinter ihrem Geld her. Sie wurde krank und starb unter anderem an einem gebrochenen Herzen. Henry eröffnet Catherine nun auch, dass sein Vater zunächst angenommen hatte, sie würde einmal eine reiche Erbin werden. Ihretwegen haben sich Henry und der General gestritten, was Henry sein Erbe kosten wird, doch er ist fest entschlossen, Catherine zu heiraten, was diese überglücklich macht. Wenig später heiratet auch Eleanor ihren Verehrer, der doch noch an Geld gekommen ist.

## Hintergrund
Bereits am 25. Mai 1998 kündigte CBC Infoculture an, Austens Roman Northanger Abbey werde noch im Herbst von Miramax Films koproduziert. Mit einem Budget von neun Millionen US-Dollar sollte der Roman in Bath, einer historischen Stadt 150 Kilometer südwestlich von London und Heimatstadt Austens, umgesetzt werden. Die Adaption sollte jedoch fast zehn Jahre auf sich warten lassen. Andrew Davis hatte 1998 das Drehbuch zu Austens Roman für den britischen Fernsehsender ITV fertiggestellt, das von Miramax aufgekauft wurde. Die Filmproduktionsfirma hatte bereits Emma (1996) und Mansfield Park (1999) realisiert, sodass Davies auf einen Kinofilm hoffte. Doch Mansfield Park wurde ein finanzieller Fehlschlag und alle Austen-Projekte wurden zurückgestellt.
In den Jahren darauf wurde immer wieder über die Produktion des Films spekuliert. Zum Beispiel dass die Schauspielerin Rachel Leigh Cook für die Rolle der Catherine unterschrieben hat und später dass Martin Amis engagiert wurde, um das Drehbuch umzuschreiben. Doch erst als die Austen-Verfilmung Stolz und Vorurteil im Jahr 2005 Nominierungen bei den Oscars und den Golden Globes erhielt und über 120 Millionen US-Dollar einspielte, setzte eine Welle von Austen-Adaptionen ein, sodass nun auch Northanger Abbey realisiert wurde. Miramax war vom ursprünglichen Skript von Andrew Davis angetan, jedoch konnte kein Regisseur gefunden werden. ITV plante in der Zwischenzeit, im Frühling 2007 eine Jane-Austen-Reihe mit neuen Fernsehadaptionen der Austen-Romane zu senden. Man einigte sich darauf, Northanger Abbey für das Fernsehen zu adaptieren und zusammen mit Neuversionen von Mansfield Park und Persuasion zu senden.

## Kritik
„Eine von überbordender Fantasie beseelte und literarisch begabte junge Frau wird in das Haus reicher Verwandter eingeladen, wo sie nicht nur ihren Begabungen nachgehen kann und sich in den zukünftigen Hausherren verliebt, sondern sich auch mit einem düsteren Familiengeheimnis auseinandersetzen muss. Gediegene (Fernseh-) Adaption mit guten Darstellern, einem Hauch von ‚Gothic Novel‘ und feinfühligen Gruselzitaten.“